# Графтон (Северна Дакота)
Графтон (енгл. Grafton) град је у америчкој савезној држави Северна Дакота.

## Демографија
По попису из 2010. године број становника је 4.284, што је 232 (-5,1%) становника мање него 2000. године.
| Група             | 2000.         | 2010.         |
| Белци             | 3.970 (87,9%) | 3.486 (81,4%) |
| Афроамериканци    | 26 (0,6%)     | 15 (0,4%)     |
| Азијати           | 17 (0,4%)     | 19 (0,4%)     |
| Хиспаноамериканци | 432 (9,6%)    | 602 (14,1%)   |
| Укупно            | 4.516         | 4.284         |